# يوفنتوس موسم 2006–07
كان موسم 2006–07 هو الموسم الـ109 لنادي يوفنتوس لكرة القدم منذ تأسيسه والموسم الأول في تاريخه في دوري الدرجة الثانية الإيطالي بعد فضيحة كرة القدم الإيطالية 2006 (الكالتشيوبولي)، مما جعل إنتر ميلان النادي الإيطالي الوحيد الذي لم يهبط أبدًا. تم خصم تسع نقاط من يوفنتوس هذا الموسم (تم إلغاؤها من خصم 30 نقطة الأصلي). أنهى يوفنتوس موسم دوري الدرجة الثانية الإيطالي في المركز الأول وبالتالي صعد مرة أخرى إلى دوري الدرجة الأولى الإيطالي.
بعد الهبوط القسري، خسر يوفنتوس فابيو كانافارو وإيمرسون لصالح ريال مدريد، وليليان تورام وجانلوكا زامبروتا لصالح برشلونة، وأدريان موتو لصالح فيورنتينا، وباتريك فييرا وزلاتان إبراهيموفيتش لصالح إنترناسيونالي (إنتر ميلان). ومع ذلك، بقي لاعبون آخرون في النادي، بما في ذلك أليساندرو دل بييرو، وجانلويجي بوفون، وجورجيو كيلليني، وبافل نيدفيد، ودافيد تريزيغيه، ومارسيلو زالايتا، وماورو كامورانيزي، للموسم التالي من الدوري الإيطالي الدرجة الثانية 2006–07.